# Flettmar

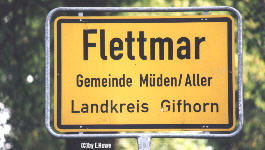
Ortsschild Flettmar von Langlingen kommend

Flettmar ist ein Ortsteil der Gemeinde Müden (Aller). Er hat etwa 880 Einwohner.

## Geographie
Er liegt an der westlichen Kreisgrenze des Landkreises Gifhorn zum Landkreis Celle. Der Ort wird in die Teile Flettmar (Dorf) und Flettmar (Bahnhof) durch den Verlauf der Aller geteilt. Der Ort liegt zentral zu den Städten Hannover, Celle, Braunschweig, Gifhorn und Wolfsburg und ist für die pendelnden Arbeitnehmer ideal zu erreichen.

## Geschichte
Im alten Urstromtal der Aller hat sich die Ortschaft Flettmar im Laufe der Jahrhunderte entwickelt. Auf den angeschwemmten Sanddünen der Aller und zum Teil auch der Oker konnten die ersten Hütten und Häuser errichtet werden. Heute reicht die Geschichte Flettmars mindestens 750 Jahre zurück. Das Dorf feierte diesen Geburtstag im Jahr 1998. Die Schenkungsurkunde Nr. 37 von Herzog Otto von Braunschweig an das Kloster Wienhausen mit den Gütern von "Vletmere" bot die Möglichkeit, diesen Termin genau zu datieren. Tatsächlich dürfte Flettmar jedoch wesentlich älter sein.
Am 1. März 1974 wurde Flettmar in die Gemeinde Müden (Aller) eingegliedert.

### Eisenbahngeschichte
Flettmar war ein Haltepunkt der Allertalbahn von Gifhorn nach Celle. Der Personenverkehr wurde am 27. September 1981 eingestellt.

## Vereine und Organisationen

Das Feuerwehrhaus in Flettmar

Die Tennisanlage in Flettmar

Der Zusammenhalt wird durch das Vereinsleben in Schützen-, Sport-, Landfrauenverein und der Feuerwehr geprägt.
Die Freiwillige Feuerwehr Flettmar blickt auf eine lange Tradition zurück. Der besondere Anlass 1883 bei der Gründung war ein Großbrand im Jahre 1882. Heute sorgen etwa 45 aktive Mitglieder mit ihrem Dienst für die Sicherheit im Ort und in der Nachbarschaft. Auch Feuerwehrfrauen tun dort ihren Dienst am Nächsten.
Eine starke Jugendfeuerwehr unterhält die Feuerwehr und bildet darin die Aktiven für morgen aus. Die Feuerwehr übernimmt auch traditionelle Feste und kulturelle Veranstaltungen. Sie ist in diesem Bereich verantwortlich für das Abbrennen des Osterfeuers und das Aufstellen des Maibaums im Dorfkern.
Der Turn- und Sportverein Flettmar wurde am 16. November 1913 von 28 Anwesenden gegründet. Heute betreibt der Verein Sparten, in denen die verschiedensten Sportarten angeboten werden. Im Programm stehen Fußball, Tennis, Tischtennis, Turnen (Qi Gong, Callanetic, Rückengymnastik) und Badminton. Die erfolgreichste Sparte im Verein ist das Jugend-Tischtennis.
Der Schützenverein Flettmar kann ebenfalls auf eine über hundert Jahre alte Tradition zurückblicken. Gegründet wurde er im Jahre 1892. Alle zwei Jahre zu Pfingsten richtet der Schützenverein ein in der Bevölkerung sehr beliebtes Schützenfest aus. Im Angebot des Schützenvereins sind die verschiedensten Wettkampfdisziplinen für Luftgewehr, Luftpistole und das Schießen mit dem Kleinkalibergewehr. Für die kleinsten Mitglieder wird das Schießen mit dem Lichtpunktgewehr angeboten. Verschiedene Schützen qualifizierten sich schon bis hin zur Deutschen Meisterschaft. Der Kleinkaliberschießstand wird zurzeit zu einem Schießsportzentrum erweitert, in dem auch der Luftgewehrsport sein zu Hause findet.

Kaffeetafel der Landfrauen in Flettmar

Der Landfrauenverein Flettmar wurde 1946 gegründet und hat derzeit etwa 60 Mitglieder. Die Mitglieder sind ausschließlich Frauen. Neben regelmäßigen Treffen werden Kochkurse zu den unterschiedlichsten Themen angeboten. Außerdem trifft man sich zum Basteln, Wandern, Radfahren und anderen Aktivitäten. Regelmäßig werden Tages- oder Wochenendfahrten im Jahresprogramm angeboten. Dort wird auch anderen Bewohnern die Möglichkeit gegeben, mitzufahren und die verschiedensten Reiseziele zu besuchen. Das Wappen der Landfrauen ist eine kesse Biene. Der Landfrauenverein arbeitet in Kooperation mit der ländlichen Erwachsenenbildung in Niedersachsen e. V. Bei gemeinschaftlichen Veranstaltungen der Vereine sorgen die Landfrauen im Dorfgemeinschaftshaus (Bild) für das leibliche Wohl der Besucher.

## Aktive Freizeit und Fremdenverkehr

Die Aller in Flettmar

Die Aller ist mit 211 Kilometer Länge der größte Nebenfluss der Weser. Sie schlängelt sich in einem eiszeitlichen Urstromtal über 90 Kilometer durch vier Landkreise in Niedersachsen. Er ist ein leicht befahrbarer und abwechslungsreicher Fluss der von zahlreichen Mäandern, einigen Altarmen und Grünlandflächen entlang der Ufer geprägt ist.
Der Verlauf entlang der Aller bietet Möglichkeiten zum Angeln, Wandern, Radfahren, Wasserwandern und Baden. Von hier erreicht man Sehenswürdigkeiten wie das Internationale Mühlenmuseum Gifhorn oder das Kloster in Wienhausen. Zu den kulinarischen Spezialitäten der ansässigen Gastronomie gehört die Zubereitung des in der Gegend angebauten Spargels.

## Wirtschaft und Infrastruktur

### Unternehmen
Im Umland ist der Name Flettmar durch die dort ansässige Saatzucht Flettmar – Wittingen e.G. bekannt. Die Firma hat dort ihren Hauptsitz. Auch weitere Unternehmen sind in Flettmar angesiedelt. Viele Bewohner von Flettmar haben dort ihren Arbeitsplatz.

### Öffentliche Einrichtungen
Die Friedhofskapelle wurde 2020/21 erbaut, weil das Vorgängergebäude baufällig geworden war.

## Rings um Flettmar
Müden (Aller) – Meinersen – Langlingen